# Mick Harris
Mick Harris, nome completo Michael John Harris (Birmingham, 12 ottobre 1967), è un batterista britannico di musica metal, noto per esser stato un membro della Grindcore band Napalm Death.
È considerato il primo batterista Heavy metal (assieme a Charlie Benante degli Anthrax e dei S.O.D.) che ha fatto uso del Blast Beat, un groove batteristico fondamentale nel metal più estremo.

## Biografia
Originario di Birmingham (Inghilterra), si unì ai Napalm Death nel novembre del 1985, dopo che Miles Ratledge, uno dei fondatori del gruppo, se ne andò. Tuttavia, Harris lasciò i Napalm Death nel 1991, dopo il tour di Harmony Corruption, dato che non era più interessato al Grindcore e voleva dedicarsi a nuove sonorità. Curiosamente, fu proprio lui a coniare il termine grindcore, genere musicale ideato proprio dai Napalm Death.
Dopo la dipartita, Harris fondò gli Scorn, una band Dub/Industrial metal, assieme al bassista e cantante Nic Bullen, anch'egli ex membro dei Napalm Death. Bullen lascerà il gruppo nel 1995 per motivi personali ed Harris sarà l'unico "timoniere" del gruppo.
Egli formò un'altra band chiamata Lull, band che durò pochi anni con cui produsse le sue opere più sperimentali. L'incontro con il jazzista John Zorn gli permise di ampliare le sue viste musicali ed insieme formarono un progetto chiamato Painkiller, che suona una bizzarra miscela di jazz e death metal. Collaborò nella seconda metà degli anni novanta con Eraldo Bernocchi, chitarrista dei Sigillum S, con cui pubblicò cinque album con in alcuni la partecipazione di Bill Laswell.
Altri progetti del batterista sono stati i Doom e gli Extreme Noise Terror ed altri.

## Band e collaborazioni

### Attuali
- Scorn
- Lull
- Painkiller

### Precedenti
- Napalm Death
- Extreme Noise Terror
- Doom
- Matera

### Artisti con cui ha collaborato
- Almamegretta
- Atomsmasher
- Eraldo Bernocchi
- Jesu
- Bill Laswell
- Pigface
- James Plotkin
- Rifiuti Solidi Urbani
- Sielwolf
- Sigillum S
- Teho Teardo
- John Zorn

## Album di studio

### Extreme Noise Terror
- 1987 - The Peel Sessions
- 1988 - A Holocaust in Your Head

### Napalm Death
- 1987 - Scum
- 1988 - From Enslavement to Obliteration
- 1990 - Harmony Corruption

### Scorn
- 1992 - Vae Solis
- 1994 - Colossus
- 1994 - Evanescence
- 1995 - Ellipsis (Remixes collection)
- 1996 - Gyral
- 1996 - Logghi Barogghi
- 1997 - Whine
- 1997 - Zander
- 1999 - Anamnesis - Rarities 1994 - 1997
- 2000 - Greetings From Birmingham
- 2002 - Plan B
- 2004 - List of Takers
- 2007 - Stealth

### Lull
- 1992 - Dreamt About Dreaming
- 1993 - Journey Through Underworlds
- 1994 - Cold Summer
- 1996 - Continue
- 1998 - Moments
- 2001 - Brook (with Origami Arktika)
- 2003 - They're Coming Out Of The Walls
- 2004 - Collected
- 2008 - Like a Slow River

### Painkiller
- 1991 - Guts of a Virgin
- 1992 - Buried Secrets EP
- 1993 - Rituals: Live in Japan
- 1993 - Execution Ground
- 1997 - Painkiller: The Collected Works
- 1998 - Guts of a Virgin/Buried Secrets
- 2002 - Talisman: Live in Nagoya
- 2005 - 50th Birthday Celebration Volume 12

### Matera
- 1996 - Same Here (Invisible Records (USA)-Sub/Mission(EU))
- 1996 - Pure Remixes (12" - Invisible Records (USA)-Sub/Mission(EU))

### Doom
- 1988 - War Crimes (Inhuman Beings) (12", Peaceville)
- 1989 - Bury the Debt - Not the Dead (split 12" w/ No Security, Peaceville)
- 1989 - Total Doom CD (Peaceville)
- 1992 - Doomed From the Start (12", CD, Vinyl Japan)
- 1992 - The Greatest Invention (12", CD, Vinyl Japan)
- 1994 - Pro-Life Control (split CD w/ Selfish, Ecocentric)
- 1995 - Fuck Peaceville 2x12", CD, Profane Existence)
- 1996 - Monarchy Zoo (CD, Vinyl Japan)
- 1996 - Rush Hour of the Gods (12", CD, Flat Earth)
- 2001 - World of Shit (12", CD, Vinyl Japan)

## Singoli ed EP

### Napalm Death
- 1988 - The Curse
- 1989 - Live
- 1989 - Mentally Murdered
- 1990 - Suffer the Children
- 1991 - Mass Appeal Madness
- 1992 - Malignant Trait
- 1993 - Nazi Punks Fuck Off
- 1994 - More Than Meets the Eye
- 1994 - Hung

### Lull
- 1994 - Chime / Gerbarra
- 1994 - Silenced / Outerbounds
- 1994 - Echoed Currents / Shooting Star Crash
- 1994 - The Passing / Iceberg
- 1995 - Time Box
- 1997 - Way Through Staring

### Scorn
- 1992 - Deliverance
- 1992 - Lick Forever Dog
- 1993 - Lament
- 1993 - White Irises Blind
- 1994 - Silver Rain Fell
- 1995 - Stairway
- 1996 - Leave It Out
- 2000 - Imaginaria Award
- 2002 - Governor
- 2008 - Whistle for It (limited edition 10 inch vinyl single)
- 2008 - Super Mantis Part 1